# Pristolycus shikokensis
Pristolycus shikokensis is een keversoort uit de familie glimwormen (Lampyridae). De wetenschappelijke naam van de soort is voor het eerst geldig gepubliceerd in 1963 door Ohbayashi & Satô.